# 삼척 심씨
삼척 심씨(三陟沈氏)는 강원도 삼척시를 본관으로 하는 한국의 성씨이다.

## 역사
《삼척심씨세보(三陟沈氏世譜)》에 따르면 시조 심적충(沈迪冲)은 고려 문종조에 과거에 급제하여 문림랑(文林郞)으로 군기시주부(軍器寺主簿)를 역임하였다고 한다. 그의 아들 심후(沈侯)가 좌승선(左丞宣)을 역임하였지만, 중간 세보가 실전되어 심동로(沈東老)를 1세조로 한다.
중시조 심동로(沈東老)가 1342년(충혜왕 2년) 문과에 급제하여 직한원사(直翰院事), 판예문검열(判藝文檢閱), 판수찬춘추관(判修撰春秋館), 판예문수찬(判藝文修撰), 판밀당직당후관(判密直堂後官), 봉선대부 중서사인 지제고(奉善大夫中書舍人知制誥), 예의판서(禮儀判書) 등을 역임하였다. 그가 권신(權臣)들의 전횡을 보다 못해 벼슬을 버리고 삼척부(三陟府)로 물러나자 공민왕이 이를 만류하며 노인이 동쪽으로 간다는 뜻의 동로(東老)라는 이름을 하사하였고, 진주군(眞珠君)으로 봉하였다. 초명은 심한(沈漢)이었다. 그는 해암정(海岩亭)을 지어 후학을 양성하면서 노년을 보냈다.
삼척 심씨는 조선시대 문과 급제자 7명을 배출하였다. 7세손 심준(沈濬, 1453∼1495)이 1489년(성종 20년) 문과에 급제한 후 예조정랑과 예문관 제학 등을 지냈고, 슬하에 언경(彦慶), 언량(彦良), 언광(彦光) 등 세 아들을 두었다. 심언경은 좌찬성(左贊成)에 이르렀고, 심언광은  이조판서(吏曹判書)에 이르렀다.

## 분파
심동로의 아들인 심공무(沈公懋)는 서운관부정(書雲觀副正)을 지냈고, 슬하에 일곱 아들을 두었다. 첫째 아들은 현감(縣監) 심원복(沈原福), 둘째 아들은 학사(學士) 심원충(沈原忠), 셋째 아들은 첨절제사 심원달(沈原達), 넷째 아들은 검교 한성윤(檢校漢城尹) 심원련(沈原連), 다섯째 아들은 호장(戶長) 심원린(沈原麟), 여섯째 아들은 별장(別將) 심원룡(沈原龍), 일곱째 아들은 사인(士人) 심원립(沈原立)이다.
- 심원복(沈原福)을 파조로 하는 현감공파(縣監公派)는 갈천파(葛川派), 성내파(城內派), 활기파(活耆派) 등 3개의 소파(小派)로 나눠진다.
- 심원달(沈原達)을 파조로 하는 절제공파(節制公派)는 안의파(安衣派), 명호파(明湖派), 강정파(江亭派), 문암파(門岩派), 섬석파(剡石派), 회산파(淮山派), 남현파(南峴派), 박월파(博月派), 당북파(堂北派) 등 9개 소파로 나눠진다.
- 심원련(沈原連)을 파조로 하는 검교공파(檢校公派)는 면천파(沔川派), 성산파(城山派), 포남파(浦南派), 용지파(龍池派), 경파(京派), 충주파(忠州派), 서정파(西亭派), 배천파(白川派), 운곡파(雲谷派) 등 9개 소파로 나눠진다.
- 심원린(沈原麟)을 파조로 하는 호장공파(戶長公派)는 죽전파(竹前派), 면전파(綿田派) 등 2개 소파로 나눠진다.

## 본관
삼척(三陟)은 강원특별자치도 삼척시 일원의 지명이다. 진한의 실직국(悉直國)이 102년(신라 파사왕 23) 신라에 합병되어 만약(滿若) 또는 파리(波利)로 불렸다. 505년(지증왕 6)에 실직주(悉直州)라 하였고, 639년(진덕여왕 8) 진주(眞珠)로 고쳤다가 757년(경덕왕 16)에는 삼척군으로 개칭하여 명주도독부(溟州都督府 : 江陵) 관하에 두었다. 940년(고려 태조 23)에는 척주(陟州)라 개칭하였고, 1018년(현종 9)에는 삼척현으로 강등되어 동계(東界)에 속하였다가 1377년(우왕 3)에 다시 삼척군으로 승격되었다. 1393년(태조 2) 삼척부로 승격되었고, 1413년(태종 13)에는 삼척도호부로 승격되었다. 1896년 강원도 삼척군이 되었고, 1986년 삼척시로 승격되었다.

## 인물
- 심준(沈濬, 1453년 ~ 1495년) : 7세손. 1489년(성종 20) 식년문과에 급제하여 호조좌랑 겸 춘추관 기주관 지제교를 지냈다.
- 심언경(沈彦慶, 1479년 ~ 1556년) : 심준의 아들. 1516년(중종 11년)에 별시문과에 급제하고, 1531년 대사헌(大司憲), 1534년 이조판서(吏曹判書), 1536년 우찬성(右贊成)과 판의금부사(判義禁府事)를 역임한 뒤 1537년 예조판서(禮曹判書)를 거쳐 좌찬성(左贊成)에 이르렀다.
- 심언광(沈彦光, 1487년 ~ 1540년) : 심언경의 동생. 1513년(중종 8년) 식년문과에 급제하고, 1533년 대사헌(大司憲), 1536년 이조판서(吏曹判書)에 이르렀다.
- 심장원(沈長源, 1531년 ~ 1607년) : 심언광의 손자. 1568년(선조 1) 진사시에 합격하였고, 이이(李珥)와 교유하였다.

## 집성촌
- 강원특별자치도 강릉시 운정동
- 강원특별자치도 강릉시 회산
- 강원특별자치도 강릉시 준산동
- 강원특별자치도 강릉시 성산면 관음리
- 강원특별자치도 고성군 현내면 명호리
- 강원특별자치도 삼척시 도계읍
- 강원특별자치도 동해시 효가동
- 강원특별자치도 삼척시 미로면 상거노리
- 강원특별자치도 삼척시 삼척읍 갈천리
- 강원특별자치도 삼척시 삼척읍 성내리
- 경상북도 울진군 울진읍 주인리
- 경상북도 울진군 울진읍 고성리

## 인구
- 1985년 3,947가구 16,682명
- 2000년 4,003가구 12,362명
- 2015년 17,034명